# Ministério Público do Estado do Piauí

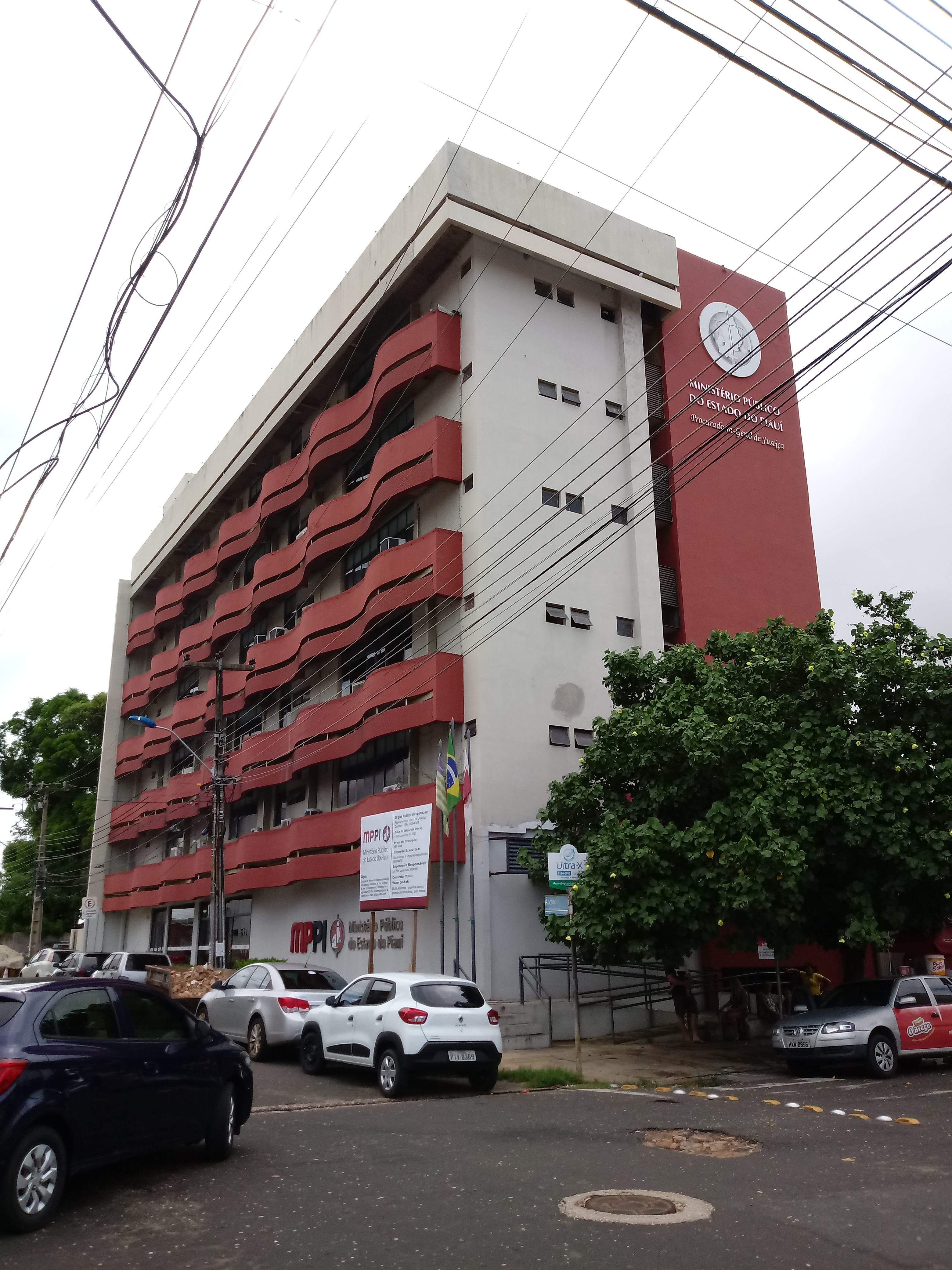
Edifício em Teresina (Fotoː Moacir Ximenes).

O Ministério Público do Estado do Piauí (MPPI) é a instância no Estado do Piauí do Ministério Público, que tem como objetivo defender os direitos dos cidadãos e os interesses da sociedade.